# Sergiu Epureanu
Sergiu Epureanu, né le 12 septembre 1976 à Tiraspol en Moldavie, est un footballeur international moldave, qui évoluait au poste de milieu de terrain.
Il compte 47 sélections et 3 buts en équipe nationale entre 1996 et 2006.

## Biographie

### Carrière de joueur
Avec le club du Zimbru Chișinău, il remporte deux championnats de Moldavie, et deux coupes de Moldavie.
Avec cette même équipe, il dispute 14 matchs en Ligue des champions, pour 4 buts inscrits, et 6 matchs en Coupe de l'UEFA, pour 1 but inscrit.

### Carrière internationale
Sergiu Epureanu compte 47 sélections et 3 buts avec l'équipe de Moldavie entre 1996 et 2006. 
Il est convoqué pour la première fois par le sélectionneur national Ion Caras pour un match amical contre l'Ukraine le 9 avril 1996 (2-2). Par la suite, le 10 mars 2003, il inscrit son premier but en sélection contre Malte, lors d'un match amical (victoire 2-0). Il reçoit sa dernière sélection le 11 octobre 2006 contre la Turquie (défaite 5-0).

## Palmarès

### En club
- Avec le Zimbru Chișinău :
  - Champion de Moldavie en 1998 et 1999
  - Vainqueur de la Coupe de Moldavie en 1997 et 1998

### Distinctions personnelles
- Footballeur moldave de l'année en 1999